# فرودگاه بارتولومو لیساندرو
فرودگاه بارتولومو لیساندرو (به انگلیسی: Bartolomeu Lysandro Airport) (به زبان بومی: Aeroporto Bartolomeu Lysandro) یک فرودگاه همگانی مسافربری با کد یاتا CAW است که یک باند فرود آسفالت دارد و طول باند آن ۱۵۴۴ متر است. این فرودگاه در کشور برزیل قرار دارد و در ارتفاع ۱۷ متری از سطح دریا واقع شده‌است.

## شرکت‌های هواپیمایی و مقصدهای پروازی
| شرکت‌های هواپیمایی     | مقصدهای پروازی |
| --------------------- | -------------- |
| آزول برزیلین ایرلاینز | سانتوس دومنت   |